# Fannia caramaschi
Fannia caramaschi är en tvåvingeart som beskrevs av Márcia Souto Couri och Winagraski 2005. Fannia caramaschi ingår i släktet Fannia och familjen takdansflugor. Inga underarter finns listade i Catalogue of Life.